# ノアーレ
ノアーレ（伊: Noale）は、イタリア共和国ヴェネト州ヴェネツィア県にある、人口約16,000人の基礎自治体（コムーネ）。

## 地理

### 位置・広がり

#### 隣接コムーネ
隣接するコムーネは以下の通り。括弧内のPDはパドヴァ県所属を示す。
- マッサンザーゴ (PD)
- ミラーノ
- サルツァーノ
- サンタ・マリーア・ディ・サーラ
- スコルツェ
- トレバゼーレゲ (PD)

### 気候分類・地震分類
気候分類では、zona E, 2527 GGに分類される。
また、イタリアの地震リスク階級 (it) では、zona 3 (sismicità bassa) に分類される。

## 行政

### 分離集落
ノアーレには、以下の分離集落（フラツィオーネ）がある。
- Briana, Cappelletta, Moniego

## 産業
- オートバイメーカーのアプリリアが本社を置く。

## スポーツ
- F.C. Calvi Noale - サッカーチーム。

## 出身人物
- エンリコ・ベルタッジア - レーシングドライバー。

## 姉妹都市
- アルタ・テルメ、イタリア